# Lin Sen
Lin Sen, född 16 mars 1868 i Minhou, Fujian, död 1 augusti 1943 i Chongqing, var en kinesisk nationalistisk politiker som var ordförande, dvs. president, för Republiken Kinas nationella regering mellan 1931 och 1943.
Lin Sen föddes i en medelklassfamilj i Fujian-provinsen och fick sin utbildning från amerikanska missionärer. 1884 började han arbetade på en telegrafbyrå i Taipei i den nyupprättade Taiwan-provinsen. I samband med japanernas erövring av ön i det första kinesisk-japanska kriget 1894-95 deltog Lin i gerillakampen mot inkräktarna och flydde senare till fastlandet där han arbetade för tullverket.
1905 gick han med i Sun Yat-sens revolutionära allians Tongmenghui och han förblev Sun lojal när denne förföljdes av den nye presidenten Yuan Shikai, som kommit till makten efter Xinhairevolutionen 1911. Han deltog i den misslyckade "andra revolutionen" 1913 och följde sedan Sun Yat-sen i exil i Japan.
Lin Sen deltog i att bilda Sun Yat-sens revolutionära Guomindang-regering i Guangzhou 1922, som hade som syfte att störta krigsherrarna och ena hela landet. Han var dock skeptisk till Sun Yat-sens samarbete med kommunisterna och efter Suns död allierade han sig med den högerorienterade "Västra bergen-fraktionen". Lin Sen stödde Chiang Kai-sheks utrensning av kommunisterna under Nordfälttåget i april 1927 och deltog i Chiang Kai-sheks nya centralregering i Nanking.
Som en konsekvens av japanernas ockupation av Manchuriet 1931 avgick Chiang Kai-shek från presidentposten och Lin Sen blev utsedd till dennes efterträdare, även om Chiang förblev den verklige ledaren och Lin aldrig utmanade dennes ställning. I samband med det andra kinesisk-japanska krigets utbrott 1937 följde Lin med Chiang Kai-shek när han tillfälligt flyttade huvudstaden till Chongqing. Han förblev Republiken Kinas president fram till sin död i ett slaganfall 1943.